# Пилипенко Анатолій Терентійович
Анато́лій Тере́нтійович Пилипе́нко (20 квітня (3 травня) 1914, Кирилівка — 20 квітня 1993, Київ) — український хімік-аналітик, академік АН УРСР, доктор хімічних наук, професор. Заслужений діяч науки і техніки УРСР (1984). Завідувач кафедри хімії і аналізу рідкісних елементів (1961—1975), декан хімічного факультету Київського державного університету ім. Т. Шевченка. Директор Інституту колоїдної хімії та хімії води імені А. В. Думанського АН УРСР (1975—1988).

## Біографія
Народився 3 травня 1914 року в селі Кирилівці (нині Звенигородського району Черкаської області). У період з 1931 по 1936 рік навчався на хіміко-технологічному факультеті Київського політехнічного інституту.
Після закінчення аспірантури в КПІ, Пилипенко працював асистентом, згодом доцентом Київського технологічного інституту силікатів. 1944 року добровільно пішов на фронт.
У повоєнний час розпочав роботу на хімічному факультеті Київського державного університету імені Т. Г. Шевченка доцентом, а після захисту докторської дисертації у 1960 році — професором. Протягом 1960—1968 років обіймав посаду декана, з 1971 по 1975 рік — проректора з навчальної роботи.

Могила Анатолія Пилипенка, Байкове кладовище

У 1969 році Пилипенко був обраний членом-кореспондентом АН УРСР, два роки був заступником директора Інституту загальної та неорганічної хімії АН УРСР. З 1975 року обіймав посаду директора Інституту колоїдної хімії та хімії води ім. А. Думанського АН УРСР та завідувача відділу аналітичної хімії. 1976 року став академіком АН УРСР.
Помер на 79-му році життя 20 квітня 1993 року. Похований разом з дружиною на Байковому кладовищі (ділянка № 49а, 50°24′59.82″ пн. ш. 30°30′6.27″ сх. д. / 50.4166167° пн. ш. 30.5017417° сх. д.).

## Наукова діяльність
1939 року захистив кандидатську дисертацію на тему «До питання про визначення ніобію і танталу». Через 20 років отримав ступінь доктора хімічних наук за дисертацію «Дослідження аналітичних реактивів, що містять тіоли і тіольні групи».
Основний науковий напрям — застосування комплексних сполук і органічних реактивів у хімічному аналізі неорганічних матеріалів, дослідження комплексів металів з органічними і неорганічними лігандами і застосування їх у аналізі.
Дав класифікацію використовуваних у хімічному аналізі органічних реактивів. Розробив фотометричні і люмінесцентні методи визначення рідкісних елементів.

## Відзнаки
Нагороджений орденами Вітчизняної війни, Трудового Червоного Прапора, знаком Пошани.
1973 року став лауреатом Державної премії УРСР в галузі науки і техніки за публікацію в 1969 році у співавторстві з Жаровським Ф. Г. та П'ятницьким І. В. підручника з аналітичної хімії.
У 1984 році присвоєно почесне звання «Заслужений діяч науки і техніки УРСР» та став лауреатом премії АН України імені Л. В. Писаржевського.

## Публікації
Опублікував близько 1000 наукових робіт. Він є автором та співавтором 19 монографій, підручників, довідників. Серед них:

### Монографії
Бабко А.К., Пилипенко А.Т. Колориметрический анализ. — М. : ГНТИ хим.лит, 1951. — 408 с.

Бабко А.К., Пилипенко А.Т. Фотометрический анализ: Общие сведения и аппаратура. — М. : Химия, 1968. — 387 с.

Бабко А.К., Пилипенко А.Т. Фотометрический анализ: Методы определения неметаллов. — М. : Химия, 1974. — 360 с.

Пилипенко А.Т., Зульфигаров О.С. Гидроксамовые кислоты. — М. : Наука, 1989. — 176 с.

Пилипенко А.Т., Пилипенко Л.А., Зубенко А.І. Органические реагенты в неорганическом анализе. — К. : Наукова думка, 1994. — 336 с.

### Підручники
Жаровський Ф.Г., Пилипенко А.Т., П'ятницький І.В. Аналітична хімія. — К. : Вища школа, 1969, 1982. — 560, 544 с.

Пилипенко А.Т. Органічні реактиви в неорганічному аналізі. — К. : Вища школа, 1972. — 216 с.

Пилипенко А.Т., Починок В.Я., Середа І.П., Шевченко Ф.Д. Справочник по химии для поступающих в вузы / Пилипенко А.Т. — К. : Наукова думка, 1971. — 407 с.